# Ludwig Boltzmann
Ludwig Eduard Boltzmann (Viena, 20 de febrero de 1844-Duino, 5 de septiembre de 1906) fue un físico austríaco pionero de la mecánica estadística, a quien debe su nombre la llamada constante de Boltzmann, concepto fundamental de la termodinámica, y que halló la expresión matemática de la entropía desde el punto de vista de la probabilidad (la relación entre estados macroscópicos y microscópicos).
Se suicidó en Trieste en 1906. Aunque las causas no están claras, se baraja el poco reconocimiento académico a sus ideas como una de ellas. Al poco tiempo de su muerte, llegaron las pruebas de que sus ideas eran ciertas y fueron aceptadas de forma generalizada, lo que zanjó definitivamente la disputa entre los atomistas y sus opositores.

## Primeros años
Ludwig Boltzmann nació en Viena, por entonces parte del Imperio austrohúngaro, en el seno de una familia acomodada. Cursó estudios medios en otra ciudad, Linz, y se doctoró en la Universidad de Viena en 1866. Al año siguiente, trabajaría ya como ayudante de Josef Stefan, su director de tesis en Viena.
Fue profesor de física en Graz en 1869. Luego se trasladó a Heidelberg y a Berlín. En esos lugares, estudió con Bunsen, Kirchhoff y Helmholtz. Cuatro años después, en 1873, aceptó un puesto de profesor de matemáticas en Viena. Regresaría, sin embargo, a Graz como catedrático en 1876. Por aquella época, ya era conocido por la comunidad científica por su desarrollo de la estadística de Maxwell-Boltzmann para las velocidades de las moléculas de un gas en 1871. Sus aportes a la teoría cinética de gases determinaron el desarrollo ulterior de muy variados campos de la física.

## Actividad docente
En 1894, retomó su puesto, esta vez como profesor de física teórica, en la Universidad de Viena, tras la muerte de Josef Stefan. Al año siguiente, Ernst Mach obtuvo la cátedra de historia y filosofía de las ciencias. Mach era uno de los más claros opositores al trabajo de Boltzmann. En 1900, debido a su descontento con Mach, Boltzmann se trasladó a Leipzig, donde conoció a Wilhelm Ostwald.
Mach dejó la Universidad de Viena en 1901 por motivos de salud, lo que permitió a Boltzmann volver al año siguiente. En esta ocasión, además de recuperar su cátedra de física, obtuvo la cátedra de Mach de historia y filosofía de las ciencias. En 1904, visitó Estados Unidos para la Feria Mundial de Saint Louis.

## Hipótesis atómica por la comunidad científica

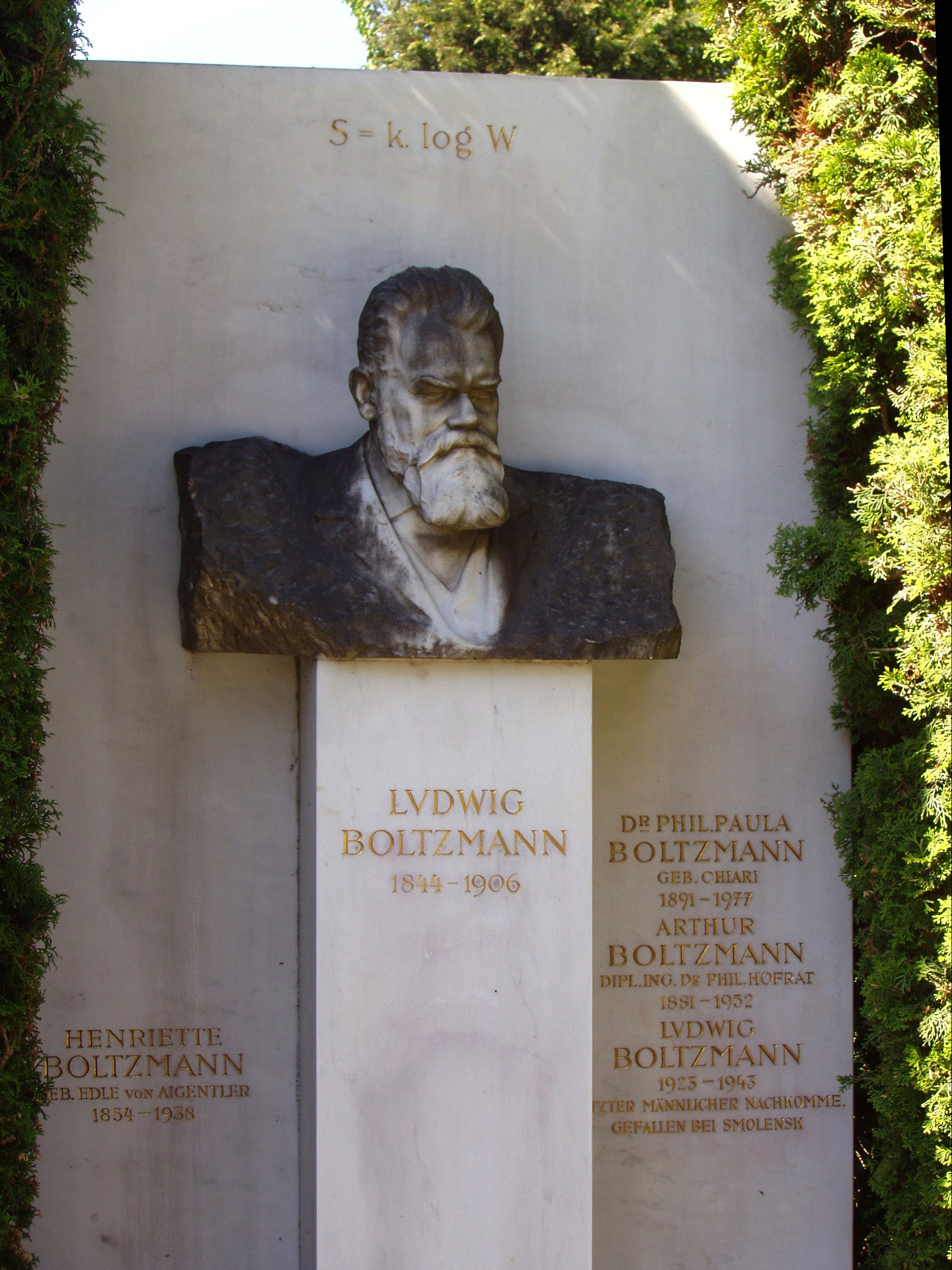
Tumba de Boltzmann en el Cementerio central de Viena con la fórmula de entropía.

Su trabajo científico estuvo marcado por la disputa que había en la época entre aquellos que defendían la hipótesis atómica y concedían a los átomos una existencia real, y aquellos que, como Wilhem Ostwald y Ernst Mach, negaban su existencia y su papel fundamental en la descripción del mundo físico. En la época de Boltzmann, hacía tiempo ya que se había recuperado el concepto de átomo como constituyente discreto de toda la materia: Bernoulli había establecido la relación de proporcionalidad entre la presión de un gas y el cuadrado de la velocidad de sus moléculas en 1738. También se habían desarrollado la estadística y el concepto de probabilidad. Sin embargo, fue Boltzmann el primero en combinar métodos estadísticos con leyes deterministas como las de la mecánica de Newton. Boltzmann fue, así, uno de los fundadores de la mecánica estadística, labor que realizó independientemente de Josiah Willard Gibbs.
La labor científica de Boltzmann estuvo encaminada fundamentalmente a establecer cómo el movimiento de los átomos y su mutua interacción determina las propiedades visibles, macroscópicas, de la materia, tales como presión, viscosidad, conductividad térmica y difusión. Su trabajo no negaba la vigencia de las leyes de Newton; simplemente, era una forma nueva de tratar inmensos conjuntos de partículas. Esto no fue entendido bien por gran parte de sus contemporáneos, para los cuales era difícil aceptar que lo que hasta entonces se consideraban leyes fundamentales de la naturaleza, como el segundo principio de la termodinámica, pudieran tener una interpretación estadística, minando así su carácter estrictamente determinista.
En la década de 1870, Boltzmann publicó los artículos donde expuso cómo la segunda ley de la termodinámica se puede explicar aplicando las leyes de la mecánica y la teoría de la probabilidad a los movimientos de los átomos. Con dichos artículos, fue uno de los primeros científicos de la época en reconocer tácitamente la importancia de la teoría electromagnética de James Maxwell. Dejó claro el carácter esencialmente estadístico de la segunda ley de la termodinámica, dedujo el teorema de equipartición de la energía (ley de distribución de Maxwell-Boltzmann) y derivó una ecuación para el cambio en la distribución de energía entre los átomos de un sistema debido a las colisiones entre ellos.
En la época de Boltzmann, la termodinámica era una ciencia desarrollada y con métodos muy potentes para tratar problemas de intercambio de energía entre sistemas físicos. Boltzmann, sin embargo, en lugar de ver estos sistemas descritos por potenciales termodinámicos, los consideraba formados por millones de partículas diminutas, los átomos, el movimiento de cada uno de los cuales venía descrito individualmente por las leyes de Newton, pero cuyo comportamiento conjunto se podía llegar a predecir mediante métodos estadísticos.
Al estudiar los gases mediante estos métodos, definió una cantidad (la función H de Boltzmann) a partir de la distribución de las velocidades de las moléculas del gas, que siempre disminuía a medida que el estado del sistema evolucionaba en el tiempo; un proceso en el cual esta cantidad aumentara no era posible. Pero Henri Poincaré, años antes, había demostrado que todo sistema mecánico volverá a presentar, tarde o temprano, el mismo estado inicial con el que empezó a evolucionar en el tiempo. Es decir, Poincaré vino a demostrar que los sistemas mecánicos pueden evolucionar sin estar sujetos a las restricciones que impone la entropía ni ninguna otra ley semejante.
Los detractores de Boltzmann concluían que su trabajo (fundamentar la termodinámica en la mecánica) no tenía sentido. Boltzmann replicaba que su trabajo demostraba que la segunda ley de la termodinámica, la de la entropía, era una ley estadística y, como en toda estadística, podía haber fluctuaciones que se apartaran de la media y que dieran lugar a comportamientos diferentes a los previstos por la ley. El único motivo por el que no se observa una violación de la segunda ley de la termodinámica a nivel macroscópico es que es extremadamente improbable que los trillones de partículas que forman un sistema macroscópico colaboren todas a la vez en el mismo sentido.
Este enfoque estadístico de la segunda ley de la termodinámica no gustaba, en general, a sus contemporáneos (quienes consideraban las leyes de la termodinámica como leyes fundamentales y no admitían que una ley fundamental de la naturaleza no fuera completamente determinista), pero con el tiempo demostró ser mucho más fructífero, abrió el camino al desarrollo de la termodinámica del no equilibrio y sentó un precedente que catalizó el desarrollo de la mecánica cuántica. Efectivamente, en 1891, en la conferencia Halle, ante un intento de Ostwald y Planck por convencerle de la superioridad de los métodos puramente termodinámicos sobre los atomistas, Boltzmann replicó: "No veo ninguna razón por la que la energía no deba ser considerada también como dividida atómicamente".
Esto anticipaba una de las ideas básicas de la física cuántica: los sistemas intercambian energía de una forma discreta, no continua. Max Planck, en 1900, no tuvo más remedio que utilizar los métodos estadísticos de Boltzmann para poder resolver el problema del espectro del cuerpo negro, resolución que puede ser considerada como el trabajo fundacional de la mecánica cuántica. Fue Planck además quien escribió por primera vez, en la forma en que se conoce actualmente, la relación de proporcionalidad que Boltzmann había establecido entre la entropía de un sistema y el número de formas de ordenación posibles de sus átomos constituyentes: S = K Ln W, donde K es la constante de Boltzmann, W el número de formas de ordenación posibles y S la entropía del sistema.
Planck pasó a ser uno de los más firmes defensores de las ideas de Boltzmann. Pocos meses después de la muerte de este, Albert Einstein publicó, en 1906, su famoso artículo sobre el movimiento browniano (movimiento aleatorio de partículas diminutas suspendidas en un fluido), en el que utilizó los métodos de la mecánica estadística para explicar dicho movimiento y propuso métodos cuantitativos que contribuirían de forma decisiva a la aceptación de los átomos como entidades con existencia real.
Se quitó la vida en 1906, por ahorcamiento, durante unas vacaciones en Duino, cerca de Trieste. El motivo del suicidio no está muy claro, pero sus biógrafos han planteado una posible relación con su resentimiento por el rechazo de esta idea por la comunidad científica. Desde luego, la dura oposición a su trabajo y al planteamiento atómico, con Wilhelm Ostwald como cabeza más visible, pudo haberle causado trastornos emocionales profundos que, acaso junto con otros factores, le llevasen a su autodestrucción.
Dos años después de su suicidio, diversos descubrimientos abrieron el camino para la aceptación de su teoría. Los trabajos de Jean Perrin sobre las suspensiones coloidales (1908-1909) confirmaron los valores del número de Avogadro y la constante de Boltzmann, convenciendo a la comunidad científica de la existencia de los átomos.
En la tumba de Boltzmann, en el Zentralfriedhof, el cementerio central de Viena, se encuentra grabada la ecuación que describe la entropía, que para él se incrementa casi siempre:
{\displaystyle S=k\,\log W}

## Aportes teóricos

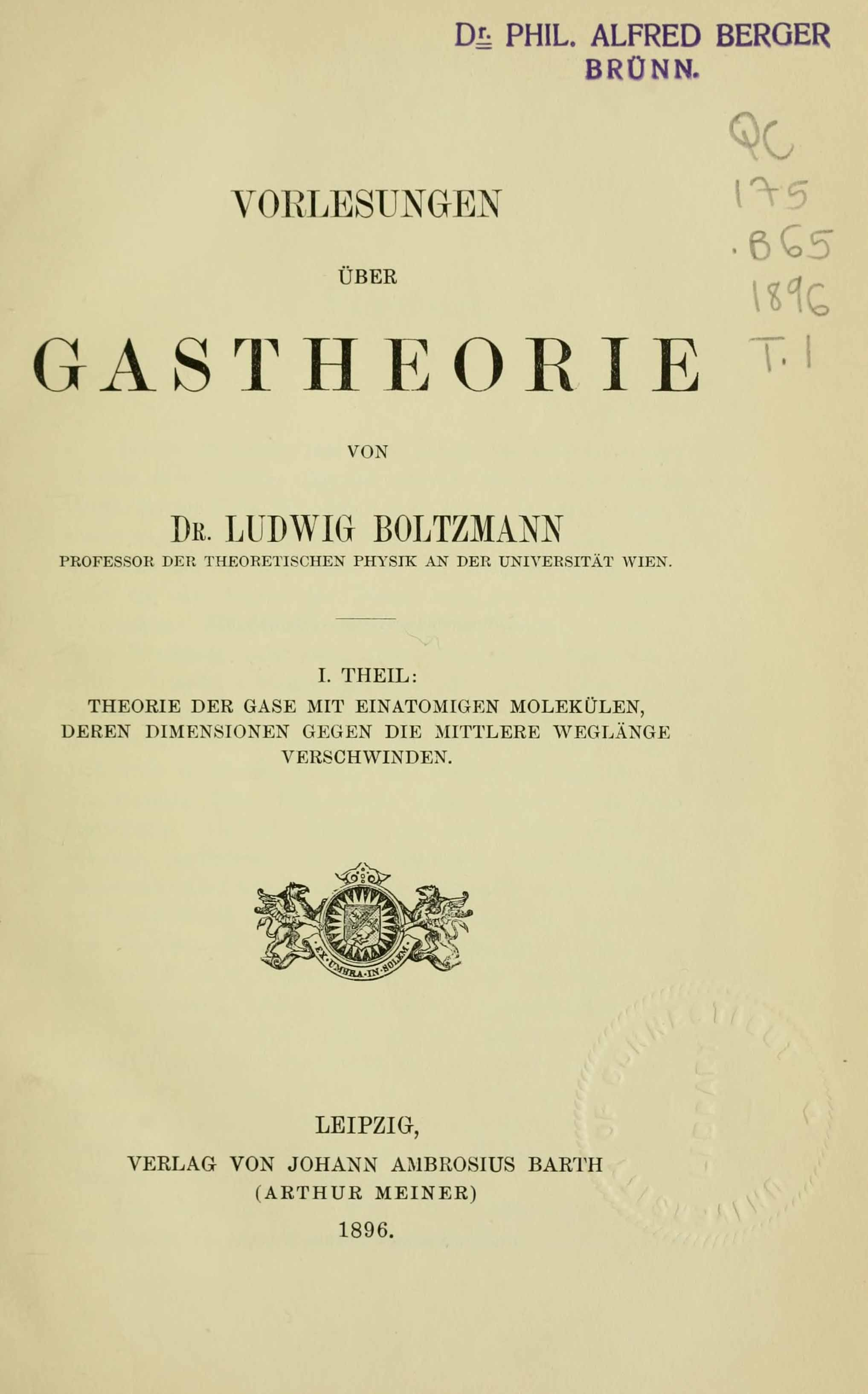
Theorie der Gase mit einatomigen Molekülen, deren Dimensionen gegen die mittlere weglänge Verschwinden, 1896

Destaca en su obra una pionera aplicación de métodos probabilísticos a la mecánica (que describen cómo las propiedades de los átomos determinan las propiedades de la materia), lo que le permitió fundamentar teóricamente las leyes de la termodinámica y trazar el camino para el desarrollo posterior de la termodinámica del llamado "no equilibrio".
Además, su punto de vista como teorizador ha sido también muy resaltado, y se considera que su figura tuvo importancia crucial para la física de comienzos del siglo XX. La visión teórico-científica de Boltzmann —con peso abierto en la matemática— fue resaltada por muy diversos pensadores, entre ellos el historiador del pensamiento Ernst Cassirer, que lo valoró singularmente en varios trabajos capitales, como El problema del conocimiento, o en La filosofía de las formas simbólicas.
Más recientemente, lo ha destacado Stephen Toulmin. Y es que Boltzmann señalaba que había un fenomenismo matemático, imprescindible, y un fenomenismo general y asistemático, que es el de su oponente y enemigo Mach, el cual renunciaba a toda idea unitaria de la naturaleza.

## Reconocimientos
- La denominación de la Constante de Boltzmann conmemora su trabajo científico.
- El cráter lunar Boltzmann lleva este nombre en su honor.[8]
- El asteroide (24712) Boltzmann también fue bautizado así en su honor.[9]